# Werner Fekl
Werner Fekl (* 1. Juli 1926 in Nürnberg; † 8. März 1990) war ein deutscher Ernährungswissenschaftler. Er wird zu den Wegbereitern der modernen Ernährungsmedizin in Deutschland gezählt.

## Werdegang
Werner Lothar Fekl, geboren 1926 in Nürnberg, legte 1946 in seiner Heimatstadt das Abitur ab. Die Zeit bis zum Wiederaufbau der zerstörten Universität Erlangen überbrückte er als Praktikant am Institut für Bakteriologie und Hygiene der Städtischen Krankenanstalten in Nürnberg. Ab 1948 studierte er in Erlangen Biologie und wurde 1954 zum Dr. phil. promoviert. Von 1954 bis 1957 war er als Wissenschaftler in der Nürnberger Firma Resorba tätig und übernahm dann die wissenschaftliche und technische Leitung des Infusionsherstellers Pfrimmer Pharmazeutische Werke in Erlangen, eine Position, die er bis Ende 1989 innehatte.
Werner Fekl initiierte und begleitete zahlreiche Innovationen auf dem Gebiet von Infusionstechnik sowie insbesondere der Infusions- und Ernährungstherapie. 1963 wurde unter seiner Leitung mit der Aminosäuren-Infusionslösung Aminofusin die erste Lösung zur parenteralen Ernährung mit allen essentiellen und semiessentiellen Aminosäuren in definierter Zusammensetzung, kombiniert mit Kohlenhydraten, Vitaminen und Elektrolyten, registriert.
1969 wurde das als sogenannte „Astronautenkost“ entwickelte Vivasorb als erstes Produkt zur Verwendung in der enteralen Ernährung auf den Markt gebracht. 1974 folgte die Einführung der ersten bilanzierten Diät in der enteralen Ernährung. 1986 gründete er mit dem Ernährungsteam Pfrimmer eine firmeneigene Pflegeorganisation, die eine Versorgung mit enteraler Ernährung zu Hause ermöglichte.

## Würdigung
Werner Fekl gehörte in Deutschland zu den Wegbereitern der künstlichen Ernährung. Zusätzlich zu den zahlreichen Innovationen auf dem Gebiet der künstlichen Ernährung war er in seinem Arbeitsgebiet Netzwerker und Mentor. Ernährungssymposien im In- und Ausland gehen ebenso auf ihn zurück, wie Initiativen zur Gründung wissenschaftlicher Organisationen in seinem Fachgebiet.

## Dr.-Werner-Fekl-Preis
In Würdigung von Fekls Lebenswerks wurde erstmals 2002 der Dr.-Werner-Fekl-Preis für klinische Ernährung für Nachwuchswissenschaftler (heute:  Nutricia Förderpreis für medizinische Ernährungsforschung) vergeben.
Preisträger
- 2002: Marc G. Jeschke, Regensburg[16]
- 2003: Thomas Schricker, Montreal[17]
- 2005: Evelyn Back, Hohenheim[18]
- 2007: Matthias Pirlich, Berlin[19]
- 2008: Skadi Beblo, Leipzig und Sven Schinner, Düsseldorf[20]
- 2009: Norbert Stefan, Tübingen[21]
- 2010: Veronica Witte, Berlin und Till Hasenberg, Mannheim[22]
- 2011: Christian Benedict, Lübeck[23]
- 2012: Juliane Drommer, Dresden[24]
- 2013: Kristina Normann, Berlin[25]
- 2016: Marie-Christine Simon, Düsseldorf und Nicole Stobäus, Berlin[26]
- 2017: Rita Schüler, Potsdam[27]
- 2018: Zeno Stanga, Bern (Schweiz)[28]
- 2020: Julia von Grundherr, Hamburg[29]
- 2022: Nina Kägi-Braun, Aarau (Schweiz)[30]
- 2024: Judith Behnke, Gießen[15]

## Publikationen
- Karl-Heinz Bäßler, Werner Fekl, Konrad Lang: Grundbegriffe der Ernährungslehre. ( Heidelberger Taschenbücher. Band 119) 3. Auflage. Berlin Heidelberg, Springer-Verlag 1979, ISBN 3-540-09388-5.

## Auszeichnungen und Ehrungen
- 1981: Ehrendoktorwürde der Medizinischen Fakultät der Universität Erlangen-Nürnberg[31]
- 1990: Ehrenmitgliedschaft der Deutschen Arbeitsgemeinschaft für künstliche Ernährung (DAKE)[32]